# Liste des anciennes communes de la Charente-Maritime
Cette page a pour objectif de retracer toutes les modifications communales dans le département de la Charente-Maritime : les anciennes communes qui ont existé depuis la Révolution française, ainsi que les créations, les modifications officielles de nom, ainsi que les échanges de territoires entre communes.
En 1800, le territoire du département de la Charente-Maritime comportait 506 communes . Le département compte aujourd'hui 462 communes (au 1er janvier 2025). En dehors de la vague de fusions imposées dans les années 1820 (une vingtaine de communes sont absorbées alors), le regroupement de communes n'a que peu concerné le département. Le littoral et les îles ont même pu observer des créations de communes (les dernières sont même assez récentes, dans les années 1950).

## Fusions
| Nom de la nouvelle commune    | Communes réunies                      | Régime                                                         | Date (et nature) de la décision                     | Date d'effet                     |
| ----------------------------- | ------------------------------------- | -------------------------------------------------------------- | --------------------------------------------------- | -------------------------------- |
| Rives-de-Boutonne             | Nuaillé-sur-Boutonne                  | commune nouvelle (avec communes déléguées)                     | 30 septembre 2024 (Arrêté) 28 octobre 2024 (Arrêté) | 1er janvier 2025                 |
| Rives-de-Boutonne             | Saint-Georges-de-Longuepierre         | commune nouvelle (avec communes déléguées)                     | 30 septembre 2024 (Arrêté) 28 octobre 2024 (Arrêté) | 1er janvier 2025                 |
| Saint-Hilaire-de-Villefranche | Saint-Hilaire-de-Villefranche         | commune nouvelle (avec communes déléguées)                     | 27 novembre 2018 (Arrêté)                           | 1er janvier 2019                 |
| Saint-Hilaire-de-Villefranche | La Frédière                           | commune nouvelle (avec communes déléguées)                     | 27 novembre 2018 (Arrêté)                           | 1er janvier 2019                 |
| Marennes-Hiers-Brouage        | Marennes                              | commune nouvelle (avec communes déléguées)                     | 27 novembre 2018 (Arrêté)                           | 1er janvier 2019                 |
| Marennes-Hiers-Brouage        | Hiers-Brouage                         | commune nouvelle (avec communes déléguées)                     | 27 novembre 2018 (Arrêté)                           | 1er janvier 2019                 |
| Saint-Pierre-la-Noue          | Saint-Germain-de-Marencennes          | commune nouvelle (avec communes déléguées)                     | 1er mars 2018 (Arrêté)                              | 1er mars 2018                    |
| Saint-Pierre-la-Noue          | Péré                                  | commune nouvelle (avec communes déléguées)                     | 1er mars 2018 (Arrêté)                              | 1er mars 2018                    |
| Floirac                       | Floirac                               | commune nouvelle (SANS communes déléguées)                     | 8 novembre 2017 (Arrêté)                            | 1er janvier 2018                 |
| Floirac                       | Saint-Romain-sur-Gironde              | commune nouvelle (SANS communes déléguées)                     | 8 novembre 2017 (Arrêté)                            | 1er janvier 2018                 |
| La Devise                     | Vandré                                | commune nouvelle (SANS communes déléguées depuis le 29-5-2020) | 29 septembre 2017 (Arrêté)                          | 1er janvier 2018                 |
| La Devise                     | Chervettes                            | commune nouvelle (SANS communes déléguées depuis le 29-5-2020) | 29 septembre 2017 (Arrêté)                          | 1er janvier 2018                 |
| La Devise                     | Saint-Laurent-de-la-Barrière          | commune nouvelle (SANS communes déléguées depuis le 29-5-2020) | 29 septembre 2017 (Arrêté)                          | 1er janvier 2018                 |
| Essouvert                     | Saint-Denis-du-Pin                    | commune nouvelle (avec communes déléguées)                     | 6 novembre 2015 (Arrêté)                            | 1er janvier 2016                 |
| Essouvert                     | La Benâte                             | commune nouvelle (avec communes déléguées)                     | 6 novembre 2015 (Arrêté)                            | 1er janvier 2016                 |
| Réaux sur Trèfle              | Réaux                                 | commune nouvelle (SANS communes déléguées)                     | 6 juillet 2015 (Arrêté)                             | 1er janvier 2016                 |
| Réaux sur Trèfle              | Moings                                | commune nouvelle (SANS communes déléguées)                     | 6 juillet 2015 (Arrêté)                             | 1er janvier 2016                 |
| Réaux sur Trèfle              | Saint-Maurice-de-Tavernole            | commune nouvelle (SANS communes déléguées)                     | 6 juillet 2015 (Arrêté)                             | 1er janvier 2016                 |
| Tugéras-Saint-Maurice         | Tugéras                               | fusion simple                                                  | 31 décembre 1974 (Arrêté)                           | 1er janvier 1975                 |
| Tugéras-Saint-Maurice         | Saint-Maurice-de-Laurençanne          | fusion simple                                                  | 31 décembre 1974 (Arrêté)                           | 1er janvier 1975                 |
| Pommiers-Moulons              | Pommiers                              | fusion simple                                                  | 27 décembre 1973 (Arrêté)                           | 1er janvier 1974                 |
| Pommiers-Moulons              | Moulons                               | fusion simple                                                  | 27 décembre 1973 (Arrêté)                           | 1er janvier 1974                 |
| Saint-Georges-Antignac        | Saint-Georges-de-Cubillac             | fusion association (fusion simple depuis le 1-1-2004)          | 21 décembre 1973 (Arrêté)                           | 1er janvier 1974                 |
| Saint-Georges-Antignac        | Antignac                              | fusion association (fusion simple depuis le 1-1-2004)          | 21 décembre 1973 (Arrêté)                           | 1er janvier 1974                 |
| Antezant-la-Chapelle          | Antezant                              | fusion association (fusion simple depuis le 1-11-2010)         | 18 décembre 1973 (Arrêté)                           | 1er janvier 1974                 |
| Antezant-la-Chapelle          | La Chapelle-Bâton                     | fusion association (fusion simple depuis le 1-11-2010)         | 18 décembre 1973 (Arrêté)                           | 1er janvier 1974                 |
| Montendre                     | Montendre                             | fusion association                                             | 19 décembre 1972 (Arrêté)                           | 1er janvier 1973                 |
| Montendre                     | Chardes                               | fusion association                                             | 19 décembre 1972 (Arrêté)                           | 1er janvier 1973                 |
| Montendre                     | Vallet                                | fusion association                                             | 19 décembre 1972 (Arrêté)                           | 1er janvier 1973                 |
| Aulnay                        | Aulnay                                | fusion simple                                                  | 12 décembre 1972 (Arrêté) ,                         | 1er janvier 1973                 |
| Aulnay                        | Salles-lès-Aulnay                     | fusion simple                                                  | 12 décembre 1972 (Arrêté) ,                         | 1er janvier 1973                 |
| Authon-Ébéon                  | Authon                                | fusion association                                             | 12 décembre 1972 (Arrêté)                           | 1er janvier 1973                 |
| Authon-Ébéon                  | Ébéon                                 | fusion association                                             | 12 décembre 1972 (Arrêté)                           | 1er janvier 1973                 |
| Bernay-Saint-Martin           | Bernay                                | fusion association (fusion simple depuis le 15-6-1991)         | 12 décembre 1972 (Arrêté)                           | 1er janvier 1973                 |
| Bernay-Saint-Martin           | Saint-Martin-de-la-Coudre             | fusion association (fusion simple depuis le 15-6-1991)         | 12 décembre 1972 (Arrêté)                           | 1er janvier 1973                 |
| Saint-Savinien                | Saint-Savinien                        | fusion association                                             | 12 décembre 1972 (Arrêté)                           | 1er janvier 1973                 |
| Saint-Savinien                | Agonnay                               | fusion association                                             | 12 décembre 1972 (Arrêté)                           | 1er janvier 1973                 |
| Saint-Savinien                | Coulonge-sur-Charente                 | fusion association                                             | 12 décembre 1972 (Arrêté)                           | 1er janvier 1973                 |
| Villeneuve-la-Comtesse        | Villeneuve-la-Comtesse                | fusion association (fusion simple depuis le 1-1-1988)          | 12 décembre 1972 (Arrêté)                           | 1er janvier 1973                 |
| Villeneuve-la-Comtesse        | Villenouvelle                         | fusion association (fusion simple depuis le 1-1-1988)          | 12 décembre 1972 (Arrêté)                           | 1er janvier 1973                 |
| Chenac-Saint-Seurin-d'Uzet    | Chenac-sur-Gironde                    | fusion                                                         | 25 février 1965 (Arrêté)                            | 8 mars 1965                      |
| Chenac-Saint-Seurin-d'Uzet    | Saint-Seurin-d'Uzet                   | fusion                                                         | 25 février 1965 (Arrêté)                            | 8 mars 1965                      |
| Montlieu-la-Garde             | Montlieu                              | fusion                                                         | 1er février 1965 (Arrêté)                           | 15 février 1965                  |
| Montlieu-la-Garde             | La Garde                              | fusion                                                         | 1er février 1965 (Arrêté)                           | 15 février 1965                  |
| Aumagne                       | Aumagne                               | fusion                                                         | 13 mai 1901 (Décret)                                | 13 mai 1901 (Décret)             |
| Aumagne                       | Villepouge                            | fusion                                                         | 13 mai 1901 (Décret)                                | 13 mai 1901 (Décret)             |
| La Rochelle                   | La Rochelle                           | fusion                                                         | 27 décembre 1880 (Loi)                              | 27 décembre 1880 (Loi)           |
| La Rochelle                   | Laleu                                 | fusion                                                         | 27 décembre 1880 (Loi)                              | 27 décembre 1880 (Loi)           |
| La Rochelle                   | La Rochelle                           | fusion                                                         | 21 mai 1858 (Loi)                                   | 21 mai 1858 (Loi)                |
| La Rochelle                   | Cognehors (une partie)                | fusion                                                         | 21 mai 1858 (Loi)                                   | 21 mai 1858 (Loi)                |
| La Rochelle                   | Saint-Maurice (une partie)            | fusion                                                         | 21 mai 1858 (Loi)                                   | 21 mai 1858 (Loi)                |
| Périgny                       | Périgny                               | fusion                                                         | 21 mai 1858 (Loi)                                   | 21 mai 1858 (Loi)                |
| Périgny                       | Cognehors (une partie)                | fusion                                                         | 21 mai 1858 (Loi)                                   | 21 mai 1858 (Loi)                |
| Dompierre                     | Dompierre                             | fusion                                                         | 21 mai 1858 (Loi)                                   | 21 mai 1858 (Loi)                |
| Dompierre                     | Cognehors (une partie)                | fusion                                                         | 21 mai 1858 (Loi)                                   | 21 mai 1858 (Loi)                |
| Lagord                        | Lagord                                | fusion                                                         | 21 mai 1858 (Loi)                                   | 21 mai 1858 (Loi)                |
| Lagord                        | Saint-Maurice (une partie)            | fusion                                                         | 21 mai 1858 (Loi)                                   | 21 mai 1858 (Loi)                |
| Laleu                         | Laleu                                 | fusion                                                         | 21 mai 1858 (Loi)                                   | 21 mai 1858 (Loi)                |
| Laleu                         | Saint-Maurice (une partie)            | fusion                                                         | 21 mai 1858 (Loi)                                   | 21 mai 1858 (Loi)                |
| Surgères                      | Surgères                              | fusion                                                         | 6 août 1850 (Loi)                                   | 6 août 1850 (Loi)                |
| Surgères                      | Saint-Pierre-de-Surgères (une partie) | fusion                                                         | 6 août 1850 (Loi)                                   | 6 août 1850 (Loi)                |
| Saint-Germain-de-Marencennes  | Saint-Germain-de-Marencennes          | fusion                                                         | 6 août 1850 (Loi)                                   | 6 août 1850 (Loi)                |
| Saint-Germain-de-Marencennes  | Saint-Pierre-de-Surgères (une partie) | fusion                                                         | 6 août 1850 (Loi)                                   | 6 août 1850 (Loi)                |
| La Garde                      | Saint-Vivien                          | fusion                                                         | 9 novembre 1834 (Ordonnance)                        | 9 novembre 1834 (Ordonnance)     |
| La Garde                      | Chalaux                               | fusion                                                         | 9 novembre 1834 (Ordonnance)                        | 9 novembre 1834 (Ordonnance)     |
| Taillebourg                   | Taillebourg                           | fusion                                                         | 4 mars 1830 (Ordonnance) ,                          | 4 mars 1830 (Ordonnance) ,       |
| Taillebourg                   | Saint-Savin                           | fusion                                                         | 4 mars 1830 (Ordonnance) ,                          | 4 mars 1830 (Ordonnance) ,       |
| Saint-Clément                 | Saint-Clément                         | fusion                                                         | 22 novembre 1829 (Ordonnance),                      | 22 novembre 1829 (Ordonnance),   |
| Saint-Clément                 | Candé                                 | fusion                                                         | 22 novembre 1829 (Ordonnance),                      | 22 novembre 1829 (Ordonnance),   |
| Saint-Mard                    | Saint-Mard                            | fusion                                                         | 11 novembre 1829 (Ordonnance),                      | 11 novembre 1829 (Ordonnance),   |
| Saint-Mard                    | Charentenay                           | fusion                                                         | 11 novembre 1829 (Ordonnance),                      | 11 novembre 1829 (Ordonnance),   |
| Thairé                        | Thairé                                | fusion                                                         | 6 décembre 1827 (Ordonnance) ,                      | 6 décembre 1827 (Ordonnance) ,   |
| Thairé                        | Mortagne-la-Vieille                   | fusion                                                         | 6 décembre 1827 (Ordonnance) ,                      | 6 décembre 1827 (Ordonnance) ,   |
| Villemorin                    | Villemorin                            | fusion                                                         | 27 septembre 1827 (Ordonnance) ,                    | 27 septembre 1827 (Ordonnance) , |
| Villemorin                    | Saint-Coutant-le-Petit                | fusion                                                         | 27 septembre 1827 (Ordonnance) ,                    | 27 septembre 1827 (Ordonnance) , |
| Chambon                       | Chambon                               | fusion                                                         | 18 avril 1827 (Ordonnance),                         | 18 avril 1827 (Ordonnance),      |
| Chambon                       | Le Cher                               | fusion                                                         | 18 avril 1827 (Ordonnance),                         | 18 avril 1827 (Ordonnance),      |
| Muron                         | Muron                                 | fusion                                                         | 7 mars 1827 (Ordonnance) ,                          | 7 mars 1827 (Ordonnance) ,       |
| Muron                         | Saint-Louis-de-la-Petite-Flandre      | fusion                                                         | 7 mars 1827 (Ordonnance) ,                          | 7 mars 1827 (Ordonnance) ,       |
| Bougneau                      | Bougneau                              | fusion                                                         | 29 novembre 1826 (Ordonnance) ,                     | 29 novembre 1826 (Ordonnance) ,  |
| Bougneau                      | Montignac                             | fusion                                                         | 29 novembre 1826 (Ordonnance) ,                     | 29 novembre 1826 (Ordonnance) ,  |
| Trizay                        | Trizay                                | fusion                                                         | 29 novembre 1826 (Ordonnance) ,                     | 29 novembre 1826 (Ordonnance) ,  |
| Trizay                        | Monthérault                           | fusion                                                         | 29 novembre 1826 (Ordonnance) ,                     | 29 novembre 1826 (Ordonnance) ,  |
| Courant                       | Courant                               | fusion                                                         | 28 décembre 1825 (Ordonnance),                      | 28 décembre 1825 (Ordonnance),   |
| Courant                       | Ligueil                               | fusion                                                         | 28 décembre 1825 (Ordonnance),                      | 28 décembre 1825 (Ordonnance),   |
| Dompierre                     | Dompierre                             | fusion                                                         | 28 décembre 1825 (Ordonnance) ,                     | 28 décembre 1825 (Ordonnance) ,  |
| Dompierre                     | Orlac                                 | fusion                                                         | 28 décembre 1825 (Ordonnance) ,                     | 28 décembre 1825 (Ordonnance) ,  |
| Saint-Pierre-d'Amilly         | Saint-Pierre-d'Amilly                 | fusion                                                         | 28 décembre 1825 (Ordonnance),                      | 28 décembre 1825 (Ordonnance),   |
| Saint-Pierre-d'Amilly         | Courdault                             | fusion                                                         | 28 décembre 1825 (Ordonnance),                      | 28 décembre 1825 (Ordonnance),   |
| Pont-l'Abbé                   | Pont-l'Abbé                           | fusion                                                         | 13 novembre 1825 (Ordonnance),                      | 13 novembre 1825 (Ordonnance),   |
| Pont-l'Abbé                   | La Chaume                             | fusion                                                         | 13 novembre 1825 (Ordonnance),                      | 13 novembre 1825 (Ordonnance),   |
| Pont-l'Abbé                   | Saint-Michel-de-l'Annuel              | fusion                                                         | 13 novembre 1825 (Ordonnance),                      | 13 novembre 1825 (Ordonnance),   |
| Marignac                      | Marignac                              | fusion                                                         | 8 novembre 1825 (Ordonnance) ,                      | 8 novembre 1825 (Ordonnance) ,   |
| Marignac                      | Usseau                                | fusion                                                         | 8 novembre 1825 (Ordonnance) ,                      | 8 novembre 1825 (Ordonnance) ,   |
| Saint-Jean-d'Angle            | Saint-Jean-d'Angle                    | fusion                                                         | 31 mars 1825 (Ordonnance) ,                         | 31 mars 1825 (Ordonnance) ,      |
| Saint-Jean-d'Angle            | Saint-Fort (canton de Saint-Agnant)   | fusion                                                         | 31 mars 1825 (Ordonnance) ,                         | 31 mars 1825 (Ordonnance) ,      |
| Hiers-Brouage                 | Hiers                                 | fusion                                                         | 21 mars 1825 (Ordonnance),                          | 21 mars 1825 (Ordonnance),       |
| Hiers-Brouage                 | Brouage                               | fusion                                                         | 21 mars 1825 (Ordonnance),                          | 21 mars 1825 (Ordonnance),       |
| Les Nouillers                 | Les Nouillers                         | fusion                                                         | 3 mars 1825 (Ordonnance),                           | 3 mars 1825 (Ordonnance),        |
| Les Nouillers                 | Le Pinier                             | fusion                                                         | 3 mars 1825 (Ordonnance),                           | 3 mars 1825 (Ordonnance),        |
| Bernay                        | Bernay                                | fusion                                                         | 2 février 1825 (Ordonnance),                        | 2 février 1825 (Ordonnance),     |
| Bernay                        | Breuilles                             | fusion                                                         | 2 février 1825 (Ordonnance),                        | 2 février 1825 (Ordonnance),     |
| Beurlay                       | Beurlay                               | fusion                                                         | 11 novembre 1824 (Ordonnance),                      | 11 novembre 1824 (Ordonnance),   |
| Beurlay                       | Saint-Thomas-du-Bois                  | fusion                                                         | 11 novembre 1824 (Ordonnance),                      | 11 novembre 1824 (Ordonnance),   |
| Beurlay                       | L'Houmée (une partie)                 | fusion                                                         | 11 novembre 1824 (Ordonnance),                      | 11 novembre 1824 (Ordonnance),   |
| La Vallée                     | La Vallée                             | fusion                                                         | 11 novembre 1824 (Ordonnance),                      | 11 novembre 1824 (Ordonnance),   |
| La Vallée                     | L'Houmée (une partie)                 | fusion                                                         | 11 novembre 1824 (Ordonnance),                      | 11 novembre 1824 (Ordonnance),   |
| Saint-Georges-du-Bois         | Saint-Georges-du-Bois                 | fusion                                                         | 20 octobre 1824 (Ordonnance),                       | 20 octobre 1824 (Ordonnance),    |
| Saint-Georges-du-Bois         | Curé                                  | fusion                                                         | 20 octobre 1824 (Ordonnance),                       | 20 octobre 1824 (Ordonnance),    |
| Landrais                      | Landrais                              | fusion                                                         | 21 juillet 1824 (Ordonnance),                       | 21 juillet 1824 (Ordonnance),    |
| Landrais                      | Breuil-Saint-Jean                     | fusion                                                         | 21 juillet 1824 (Ordonnance),                       | 21 juillet 1824 (Ordonnance),    |
| Angoulins                     | Angoulins                             | fusion                                                         | 29 janvier 1823 (Ordonnance) ,                      | 29 janvier 1823 (Ordonnance) ,   |
| Angoulins                     | Châtelaillon                          | fusion                                                         | 29 janvier 1823 (Ordonnance) ,                      | 29 janvier 1823 (Ordonnance) ,   |
| Yves                          | Yves                                  | fusion                                                         | 29 janvier 1823 (Ordonnance) ,                      | 29 janvier 1823 (Ordonnance) ,   |
| Yves                          | Voutron                               | fusion                                                         | 29 janvier 1823 (Ordonnance) ,                      | 29 janvier 1823 (Ordonnance) ,   |
| Matha                         | Matha                                 | fusion                                                         | 6 mai 1818 (Ordonnance) ,                           | 6 mai 1818 (Ordonnance) ,        |
| Matha                         | Saint-Hérié                           | fusion                                                         | 6 mai 1818 (Ordonnance) ,                           | 6 mai 1818 (Ordonnance) ,        |
| Bedenac                       | Bedenac                               | fusion                                                         | 1795-1800                                           | 1795-1800                        |
| Bedenac                       | Cierzac                               | fusion                                                         | 1795-1800                                           | 1795-1800                        |
| Boresse-et-Martron            | Boresse                               | fusion                                                         | 1795-1800                                           | 1795-1800                        |
| Boresse-et-Martron            | Martron                               | fusion                                                         | 1795-1800                                           | 1795-1800                        |
| Bussac (canton de Montlieu)   | Bussac                                | fusion                                                         | 1795-1800                                           | 1795-1800                        |
| Bussac (canton de Montlieu)   | Lugeras                               | fusion                                                         | 1795-1800                                           | 1795-1800                        |
| Le Fouilloux                  | Le Fouilloux                          | fusion                                                         | 1795-1800                                           | 1795-1800                        |
| Le Fouilloux                  | Revignac                              | fusion                                                         | 1795-1800                                           | 1795-1800                        |
| La Genétouze                  | La Genétouze                          | fusion                                                         | 1795-1800                                           | 1795-1800                        |
| La Genétouze                  | Cressac                               | fusion                                                         | 1795-1800                                           | 1795-1800                        |
| La Genétouze                  | Le Hautmont                           | fusion                                                         | 1795-1800                                           | 1795-1800                        |
| Le Gua                        | Le Gua                                | fusion                                                         | 1795-1800                                           | 1795-1800                        |
| Le Gua                        | L'Ilatte (transféré à Saujon en 1893) | fusion                                                         | 1795-1800                                           | 1795-1800                        |
| Saint-Palais-de-Négrignac     | Saint-Palais-de-Négrignac             | fusion                                                         | 1795-1800                                           | 1795-1800                        |
| Saint-Palais-de-Négrignac     | Montendret                            | fusion                                                         | 1795-1800                                           | 1795-1800                        |
| Belluire                      | Belluire                              | fusion                                                         | 1790-1794                                           | 1790-1794                        |
| Belluire                      | Saint-Seurin-de-Clerbize              | fusion                                                         | 1790-1794                                           | 1790-1794                        |
| Bresdon                       | Bresdon                               | fusion                                                         | 1790-1794                                           | 1790-1794                        |
| Bresdon                       | Bourcelaine                           | fusion                                                         | 1790-1794                                           | 1790-1794                        |
| Bresdon                       | L'Enclave-de-Bresdon                  | fusion                                                         | 1790-1794                                           | 1790-1794                        |
| Le Chay                       | Le Chay                               | fusion                                                         | 1790-1794                                           | 1790-1794                        |
| Le Chay                       | Les Lignes et l'Hercé                 | fusion                                                         | 1790-1794                                           | 1790-1794                        |
| La Genétouze                  | La Genétouze                          | fusion                                                         | 1790-1794                                           | 1790-1794                        |
| La Genétouze                  | Mélac                                 | fusion                                                         | 1790-1794                                           | 1790-1794                        |
| La Genétouze                  | Sauvignac                             | fusion                                                         | 1790-1794                                           | 1790-1794                        |
| Le Gua                        | Le Gua                                | fusion                                                         | 1790-1794                                           | 1790-1794                        |
| Le Gua                        | Dervie                                | fusion                                                         | 1790-1794                                           | 1790-1794                        |
| Le Gua                        | Faveau                                | fusion                                                         | 1790-1794                                           | 1790-1794                        |
| Le Gua                        | Monsanson                             | fusion                                                         | 1790-1794                                           | 1790-1794                        |
| Le Gué-d'Alleré               | Le Gué-d'Alleré                       | fusion                                                         | 1790-1794                                           | 1790-1794                        |
| Le Gué-d'Alleré               | Millescu-et-Rioux                     | fusion                                                         | 1790-1794                                           | 1790-1794                        |
| Macqueville                   | Macqueville                           | fusion                                                         | 1790-1794                                           | 1790-1794                        |
| Macqueville                   | L'Enclave-de-Macqueville              | fusion                                                         | 1790-1794                                           | 1790-1794                        |
| Montlieu                      | Montlieu                              | fusion                                                         | 1790-1794                                           | 1790-1794                        |
| Montlieu                      | Saint-Laurent-du-Roch                 | fusion                                                         | 1790-1794                                           | 1790-1794                        |
| Réaux                         | Réaux                                 | fusion                                                         | 1790-1794                                           | 1790-1794                        |
| Réaux                         | L'Hôpital-de-la-Grand-Vaux            | fusion                                                         | 1790-1794                                           | 1790-1794                        |
| Saint-Martial-de-Coculet      | Saint-Martial-de-Coculet              | fusion                                                         | 1790-1794                                           | 1790-1794                        |
| Saint-Martial-de-Coculet      | Juillacq-le-Petit                     | fusion                                                         | 1790-1794                                           | 1790-1794                        |
| Saint-Sornin                  | Saint-Sornin                          | fusion                                                         | 1790-1794                                           | 1790-1794                        |
| Saint-Sornin                  | Broue                                 | fusion                                                         | 1790-1794                                           | 1790-1794                        |
| Saint-Thomas-de-Conac         | Saint-Thomas-de-Conac                 | fusion                                                         | 1790-1794                                           | 1790-1794                        |
| Saint-Thomas-de-Conac         | Sainte-Radegonde-sous-Conac           | fusion                                                         | 1790-1794                                           | 1790-1794                        |
| Soubise                       | Soubise                               | fusion                                                         | 1790-1794                                           | 1790-1794                        |
| Soubise                       | Les Épaux                             | fusion                                                         | 1790-1794                                           | 1790-1794                        |
| Soubise                       | Saint-Martin-des-Lauriers             | fusion                                                         | 1790-1794                                           | 1790-1794                        |
| Virson                        | Virson                                | fusion                                                         | 1790-1794                                           | 1790-1794                        |
| Virson                        | Saint-Vincent-de-Chaumes              | fusion                                                         | 1790-1794                                           | 1790-1794                        |

## Créations
| Nom de la commune créée    | Commune affectée           | Mode de création                             | Date (et nature) de la décision | Date d'effet                 |
| -------------------------- | -------------------------- | -------------------------------------------- | ------------------------------- | ---------------------------- |
| La Brée-les-Bains          | Saint-Georges              | Démembrement                                 | 30 octobre 1951 (Arrêté)        | 12 décembre 1951             |
| Le Grand-Village-Plage     | Saint-Trojan-les-Bains     | Démembrement                                 | 19 novembre 1949 (Arrêté)       | 14 décembre 1949             |
| Port-des-Barques           | Saint-Nazaire-sur-Charente | Démembrement                                 | 6 septembre 1947 (Arrêté)       | 19 septembre 1947            |
| Rivedoux-Plage             | Sainte-Marie-de-Ré         | Démembrement                                 | 24 février 1928 (Loi)           | 24 février 1928 (Loi)        |
| Bourcefranc                | Marennes                   | Démembrement                                 | 23 mars 1908 (Loi)              | 23 mars 1908 (Loi)           |
| Nieulle                    | Nieulle-et-Saint-Sornin    | Démembrement et suppression                  | 7 avril 1902 (Loi)              | 7 avril 1902 (Loi)           |
| Saint-Sornin               | Nieulle-et-Saint-Sornin    | Démembrement et suppression                  | 7 avril 1902 (Loi)              | 7 avril 1902 (Loi)           |
| Châtelaillon               | Angoulins                  | Démembrement (rétablissement)                | 27 novembre 1896 (Loi)          | 27 novembre 1896 (Loi)       |
| Salignac-de-Pons           | Pérignac                   | Démembrement                                 | 28 juillet 1876 (Loi)           | 28 juillet 1876 (Loi)        |
| Saint-Clément-des-Baleines | Ars                        | Démembrement                                 | 11 mars 1874 (Loi)              | 11 mars 1874 (Loi)           |
| Puilboreau                 | Dompierre                  | Démembrement et suppression (pour Cognehors) | 21 mars 1858 (Loi)              | 21 mars 1858 (Loi)           |
| Puilboreau                 | Lagord                     | Démembrement et suppression (pour Cognehors) | 21 mars 1858 (Loi)              | 21 mars 1858 (Loi)           |
| Puilboreau                 | Cognehors                  | Démembrement et suppression (pour Cognehors) | 21 mars 1858 (Loi)              | 21 mars 1858 (Loi)           |
| La Ronde                   | Taugon-la-Ronde            | Démembrement et suppression                  | 17 octobre 1847 (Ordonnance)    | 17 octobre 1847 (Ordonnance) |
| Taugon                     | Taugon-la-Ronde            | Démembrement et suppression                  | 17 octobre 1847 (Ordonnance)    | 17 octobre 1847 (Ordonnance) |
| Arthenac                   | Archiac                    | Démembrement                                 | 13 octobre 1831 (Ordonnance)    | 13 octobre 1831 (Ordonnance) |

## Modifications de nom officiel
Le département de « Charente-Inférieure » va lui-même changer de nom, en devenant « Charente-Maritime », par la loi du 4 septembre 1941,.
| Ancien nom                 | Nouveau nom                   | Date (et nature) de la décision |
| -------------------------- | ----------------------------- | ------------------------------- |
| Cramchaban                 | Cram-Chaban                   | 12 septembre 2022 (Décret)      |
| Saint-Ouen                 | Saint-Ouen-la-Thène           | 5 novembre 2013 (Décret)        |
| Saint-Pierre-de-l'Île      | Saint-Pierre-de-l'Isle        | 8 juillet 2010 (Décret)         |
| Talmont                    | Talmont-sur-Gironde           | 7 août 1996 (Décret)            |
| Bussac                     | Bussac-sur-Charente           | 13 novembre 1984 (Décret)       |
| Neuvicq-Montguyon          | Neuvicq                       | 13 avril 1983 (Décret)          |
| Les Portes                 | Les Portes-en-Ré              | 11 juin 1979 (Décret)           |
| Boutenac                   | Boutenac-Touvent              | 1er août 1972 (Décret)          |
| Saint-Sever                | Saint-Sever-de-Saintonge      | 26 mai 1972 (Décret)            |
| Bourcefranc                | Bourcefranc-le-Chapus         | 25 novembre 1970 (Décret)       |
| Dolus                      | Dolus-d'Oléron                | 9 février 1968 (Décret)         |
| Saint-Just                 | Saint-Just-Luzac              | 3 juin 1965 (Décret)            |
| Ars                        | Ars-en-Ré                     | 2 mars 1962 (Décret)            |
| Brives                     | Brives-sur-Charente           | 2 mars 1962 (Décret)            |
| Le Château                 | Le Château-d'Oléron           | 2 mars 1962 (Décret)            |
| Dompierre                  | Dompierre-sur-Mer             | 2 mars 1962 (Décret)            |
| Neuvicq                    | Neuvicq-Montguyon             | 2 mars 1962 (Décret)            |
| Nieulle                    | Nieulle-sur-Seudre            | 2 mars 1962 (Décret)            |
| Pont-l'Abbé                | Pont-l'Abbé-d'Arnoult         | 2 mars 1962 (Décret)            |
| Saint-Denis                | Saint-Denis-d'Oléron          | 2 mars 1962 (Décret)            |
| Saint-Georges              | Saint-Georges-d'Oléron        | 2 mars 1962 (Décret)            |
| Saint-Hilaire              | Saint-Hilaire-de-Villefranche | 2 mars 1962 (Décret)            |
| Saint-Martin               | Saint-Martin-de-Ré            | 2 mars 1962 (Décret)            |
| Saint-Pierre               | Saint-Pierre-d'Oléron         | 2 mars 1962 (Décret)            |
| Salignac                   | Salignac-de-Mirambeau         | 2 mars 1962 (Décret)            |
| Salles                     | Salles-lès-Aulnay             | 2 mars 1962 (Décret)            |
| Saint-Romain-de-Beaumont   | Saint-Romain-sur-Gironde      | 27 avril 1956 (Décret)          |
| Le Pin-Saint-Denis         | Saint-Denis-du-Pin            | 10 mai 1954 (Décret)            |
| Salignac-de-Pons           | Salignac-sur-Charente         | 12 mai 1952 (Décret)            |
| Montpellier                | Montpellier-de-Médillan       | 7 avril 1938 (Décret)           |
| Saint-Martial-du-Coculet   | Saint-Martial-sur-Né          | 23 novembre 1937 (Décret)       |
| Saint-Mandé                | Saint-Mandé-sur-Brédoire      | 21 novembre 1937 (Décret)       |
| Saint-Sauveur-de-Nuaillé   | Saint-Sauveur-d'Aunis         | 21 novembre 1937 (Décret)       |
| Asnières                   | Asnières-la-Giraud            | 21 juillet 1937 (Décret)        |
| Coulonge                   | Coulonge-sur-Charente         | 20 février 1932 (Décret)        |
| Chenac                     | Chenac-sur-Gironde            | 30 octobre 1928 (Décret)        |
| Saint-Martin-de-Villeneuve | La Grève-sur-Mignon           | 24 octobre 1928 (Décret)        |
| Châtelaillon               | Châtelaillon-Plage            | 23 octobre 1928 (Décret)        |
| Le Bois                    | Le Bois-Plage-en-Ré           | 2 février 1927 (Décret)         |
| Saint-Bonnet               | Saint-Bonnet-sur-Gironde      | 22 novembre 1923 (Décret)       |
| Bussac                     | Bussac-Forêt                  | 6 août 1922 (Décret)            |
| Loiré                      | Loiré-sur-Nie                 | 6 août 1922 (Décret)            |
| Saint-Symphorien           | La Gripperie-Saint-Symphorien | 6 août 1922 (Décret)            |
| Blanzay                    | Blanzay-sur-Boutonne          | 25 octobre 1921 (Décret)        |
| Loire                      | Loire-les-Marais              | 28 avril 1920 (Décret)          |
| Saint-Médard               | Saint-Médard-d'Aunis          | 28 avril 1920 (Décret)          |
| Chantemerle                | Chantemerle-sur-la-Soie       | 24 mars 1920 (Décret)           |
| Vaux                       | Vaux-sur-Mer                  | 24 mars 1920 (Décret)           |
| Dompierre                  | Dompierre-sur-Charente        | 16 septembre 1918 (Décret)      |
| Neuvicq                    | Neuvicq-le-Château            | 9 février 1918 (Décret)         |
| Nuaillé                    | Nuaillé-sur-Boutonne          | 14 octobre 1915 (Décret)        |
| Dœuil                      | Dœuil-sur-le-Mignon           | 10 juillet 1913 (Décret)        |
| Nuaillé                    | Nuaillé-d'Aunis               | 25 février 1913 (Décret)        |
| Saint-Ouen                 | Saint-Ouen-d'Aunis            | 16 décembre 1910 (Décret)       |
| Blanzac                    | Blanzac-lès-Matha             | 9 mars 1910 (Décret)            |
| Fléac                      | Fléac-sur-Seugne              | 24 août 1909 (Décret)           |
| Saint-Séverin              | Saint-Séverin-sur-Boutonne    | 11 août 1906 (Décret)           |
| Saint-Nazaire              | Saint-Nazaire-sur-Charente    | 7 septembre 1905 (Décret)       |
| La Couarde                 | La Couarde-sur-Mer            | 21 janvier 1905 (Décret)        |
| Saint-Clément              | Cabariot                      | 21 mars 1902 (Décret)           |
| Saint-Sornin               | Nieulle-et-Saint-Sornin       | 29 avril 1899 (Décret)          |
| Meschers                   | Meschers-sur-Gironde          | 22 décembre 1898 (Décret)       |
| Saint-Trojan               | Saint-Trojan-les-Bains        | 15 décembre 1898 (Décret)       |
| Mornac                     | Mornac-sur-Seudre             | 10 novembre 1898 (Décret)       |
| Salles                     | Salles-sur-Mer                | 9 mars 1896 (Décret)            |
| Mortagne                   | Mortagne-sur-Gironde          | 15 novembre 1895 (Décret)       |
| Ciré                       | Ciré-d'Aunis                  | 27 janvier 1894 (Décret)        |
| Saint-Genis                | Saint-Genis-de-Saintonge      | 26 août 1893 (Décret)           |
| Dampierre                  | Dampierre-sur-Boutonne        | 11 janvier 1893 (Décret)        |
| Aigrefeuille               | Aigrefeuille-d'Aunis          | 17 juillet 1891 (Décret)        |
| Nieul                      | Nieul-sur-Mer                 | 10 septembre 1889 (Décret)      |
| Saint-Fort                 | Saint-Fort-sur-Gironde        | 9 août 1889 (Décret)            |
| Sainte-Marie               | Sainte-Marie-de-Ré            | 27 décembre 1888 (Décret)       |
| Saint-Saturnin-de-Séchaud  | Port-d'Envaux                 | 23 mai 1853 (Décret)            |

## Modifications de limites communales
Le plus souvent, les modifications des limites communales décidées par arrêtés préfectoraux ne sont pas répertoriées dans le Journal officiel ni dans le Bulletin officiel.
| La commune de ...                       | ... cède du territoire à la commune de ... | précisions                                                                                               | Date (et nature) de la décision                    |
| --------------------------------------- | ------------------------------------------ | --- | -------------------------------------------------- |
| Périgny                                 | Saint-Rogatien                             | 71 habitants Superficie de 19 ha 63 a 67 ca                                                              | 8 juillet 1981 (Décret)                            |
| Périgny                                 | La Rochelle                                | Quartiers de Villeneuve-les-Salines et le Petit-Marseille 4 390 habitants                                | 26 février 1975 (Arrêté) 30 décembre 1975 (Arrêté) |
| Dompierre-sur-Mer                       | Bourgneuf                                  | Superficie de 14 ha 76 a 15 ca                                                                           | 24 juin 1975 (Décret)                              |
| Bourgneuf                               | Dompierre-sur-Mer                          | Superficie de 12 ha 54 a 10 ca                                                                           | 24 juin 1975 (Décret)                              |
| Sainte-Marie-de-Ré Le Bois-Plage-en-Ré  | Le Bois-Plage-en-Ré Sainte-Marie-de-Ré     | | 14 décembre 1967 (Arrêté)                          |
| Saint-Maigrin Saint-Ciers-Champagne     | Saint-Ciers-Champagne Saint-Maigrin        | | 18 novembre 1967 (Arrêté)                          |
| Chadenac                                | Échebrune                                  | 53 habitants                                                                                             | 11 février 1963 (Arrêté)                           |
| Saint-Rogatien                          | La Jarne                                   | Village de Champanié 54 habitants                                                                        | 21 septembre 1959 (Décret)                         |
| Arvert Étaules                          | Étaules Arvert                             | | 30 juillet 1949 (Arrêté)                           |
| Bois Saint-Genis-de-Saintonge           | Saint-Genis-de-Saintonge Bois              | | 28 juillet 1947 (Arrêté)                           |
| Bourgneuf Sainte-Soulle                 | Sainte-Soulle Bourgneuf                    | | 28 juillet 1947 (Arrêté)                           |
| Matha Sonnac                            | Thors                                      | | 24 mars 1925 (Décret)                              |
| Bignay                                  | Voissay                                    | | 19 mai 1913 (Décret)                               |
| Saint-Pierre-de-Juillers                | La Brousse                                 | Section des Soulards                                                                                     | 12 février 1910 (Loi) 11 avril 1911 (Loi)          |
| Le Mung                                 | Crazannes                                  | | 18 novembre 1907 (Décret)                          |
| Courcelles                              | Antezant                                   | Partie du hameau de Ripemont (à droite du chemin de grande communication n°36)                           | 7 septembre 1905 (Décret)                          |
| Blanzac                                 | Aumagne                                    | Sections de le Treuil et le Breuillat                                                                    | 23 mars 1901 (Loi)                                 |
| Varaize                                 | La Brousse                                 | Section de Maison-Neuve                                                                                  | 24 juin 1900 (Décret)                              |
| Le Gua                                  | Saujon                                     | Hameau de Lilatte                                                                                        | 1er juillet 1893 (Loi)                             |
| Breuillet Mornac                        | Mornac Breuillet                           | | 29 octobre 1883 (Décret)                           |
| Saint-Sauveur-de-Nuaillé                | Ferrières                                  | | 12 avril 1880 (Décret)                             |
| Cram-Chaban                             | La Laigne                                  | | 19 avril 1865 (Loi)                                |
| Aytré Périgny                           | La Rochelle                                | | 21 mai 1858 (Loi)                                  |
| Berneuil                                | Les Gonds                                  | | 24 avril 1851 (Loi)                                |
| Saint-Georges-Île-d'Oléron              | Saint-Pierre-Île-d'Oléron                  | | 8 mai 1845 (Ordonnance)                            |
| Breuillaud (département de la Charente) | Bazauges                                   | Village de la Trappe                                                                                     | 11 mai 1836 (Loi)                                  |
| Saint-Séverin                           | Le Vert (département des Deux-Sèvres)      | Enclave                                                                                                  | 28 septembre 1831 (Loi)                            |
| Angoulins                               | Yves                                       | Métairie des Sables, métairie des Fontaines et auberge des Trois-Canons. Limite fixée au canal d’Angoute | 21 juillet 1824 (Loi)                              |
| La Jarrie                               | Croix-Chapeau                              | Portions du Bourg de Croix-Chapeau                                                                       | 19 octobre 1808 (Décret)                           |
| Salles                                  | Croix-Chapeau                              | Portions du Bourg de Croix-Chapeau                                                                       | 19 octobre 1808 (Décret)                           |

## Communes associées
Liste des communes ayant, ou ayant eu (en italique), à la suite d'une fusion, le statut de commune associée.
| Nom de la commune         | Code INSEE | Fusion-association                     | Fusion-association | Fusion-association        | Fusion-association                       | Transformation de l'association en fusion simple | Transformation de l'association en fusion simple |
| Nom de la commune         | Code INSEE | date de la décision                    | date d'effet       | commune absorbante        | nom de la commune résultant de la fusion | date de la décision                              | date d'effet                                     |
| ------------------------- | ---------- | -------------------------------------- | ------------------ | ------------------------- | ---------------------------------------- | ------------------------------------------------ | ------------------------------------------------ |
| La Chapelle-Bâton         | 17088      | Arrêté préfectoral du 18 décembre 1973 | 1er janvier 1974   | Antezant                  | Antezant-la-Chapelle                     |                                                  |                                                  |
| Ébéon                     | 17144      | Arrêté préfectoral du 12 décembre 1972 | 1er janvier 1973   | Authon                    | Authon-Ébéon                             |                                                  |                                                  |
| Saint-Martin-de-la-Coudre | 17368      | Arrêté préfectoral du 12 décembre 1972 | 1er janvier 1973   | Bernay                    | Bernay-Saint-Martin                      |                                                  |                                                  |
| Chardes                   | 17090      | Arrêté préfectoral du 19 décembre 1972 | 1er janvier 1973   | Montendre                 | Montendre                                |                                                  |                                                  |
| Vallet                    | 17456      | Arrêté préfectoral du 19 décembre 1972 | 1er janvier 1973   | Montendre                 | Montendre                                |                                                  |                                                  |
| Antignac                  | 17014      | Arrêté préfectoral du 21 décembre 1973 | 1er janvier 1974   | Saint-Georges-de-Cubillac | Saint-Georges-Antignac                   | Arrêté préfectoral du 18 juin 2003               | 1er janvier 2004                                 |
| Agonnay                   | 17001      | Arrêté préfectoral du 12 décembre 1972 | 1er janvier 1973   | Saint-Savinien            | Saint-Savinien                           |                                                  |                                                  |
| Coulonge-sur-Charente     | 17123      | Arrêté préfectoral du 12 décembre 1972 | 1er janvier 1973   | Saint-Savinien            | Saint-Savinien                           |                                                  |                                                  |
| Villenouvelle             | 17475      | Arrêté préfectoral du 12 décembre 1972 | 1er janvier 1973   | Villeneuve-la-Comtesse    | Villeneuve-la-Comtesse                   | Arrêté préfectoral du 18 décembre 1987           | 1er janvier 1988                                 |